# Sportphysiologie
Die Sportphysiologie ist der Zweig der Physiologie, der sich wie die Arbeitsphysiologie in der Hauptsache mit den funktionellen, d. h. physikalischen und biochemischen Zusammenhängen befasst, die eine Arbeitsleistung im physikalischen oder biomechanischen Sinne ermöglichen. Demzufolge gehören hierzu beispielsweise:
- Energiestoffwechsel, Energiebereitstellung
- Leistung, Leistungsfähigkeit, Leistungsdiagnostik
- dynamische und statische Arbeit
- Training, motorisches Lernen
- Ermüdung und Erholung
- Koordination.